# Sao Nang Hearn Kham
Sao Nang Hearn Kham, Daw Hearn Kham (birman : စောဝ်နန်းဟိန်ခမ်), née le 26 mai 1916 à Hsenwi (North Hsenwi (en)) et morte le 17 janvier 2003 au Canada, est la mahadevi de Yawnghwe, l'un des États princiers les plus importants de l'État shan. Elle a été la première Première dame du Myanmar (en). 

## Biographie
Hearn Kham naît le 26 mai 1916 à Hsenwi, dans le nord de l'État shan. Elle est la fille du 65e saopha Khun Hsang Ton Hong de North Hsenwi. Son frère serait le 66e et dernier saopha de l'État. 
Sao Nang Hearn Kham est la première épouse du dernier dirigeant de Yawhghwe, le saopha Sao Shwe Thaik, qui devient le premier président de la Birmanie et le 23e et dernier saopha de Yawnghwe. Ils ont huit enfants. Elle participe à l'accord de Pang Long de 1946 à 1947. Une fois la Birmanie devenue indépendante, elle est élue députée de la circonscription de Hsenwi entre 1956 et 1960 et est connue pour son rôle actif au sein du Parlement. 
Son mari est arrêté lors du coup d'État birman en mars 1962 par le Conseil révolutionnaire dirigé par le général Ne Win, et l'un de ses fils, alors âgé de 17 ans, est tué le 2 mars 1962 lors du coup d'État militaire, apparemment la seule victime de la journée de perturbations. Elle fuit avec sa famille en Thaïlande en octobre 1963 après la mort de son mari en prison en novembre 1962.  
Pendant son exil, elle organise la lutte armée pour l'indépendance de l'État shan. En 1964, Sao Nang Hearn Kham et son fils Chao-Tzang Yawnghwe aident à former le Conseil de guerre de l'État shan (SSWC) et l'armée de l'État shan (SSA). Elle devient présidente du SSWC.
Sao Nang Hearn Kham meurt le 17 janvier 2003 en exil au Canada à l'âge de 86 ans. Hso Khan Pha, l'un de ses huit enfants, a repris sa cause dans la lutte pour la libération du peuple shan. 